# فينيسيوس بايفا
فينيسيوس بايفا هو لاعب كرة قدم برازيلي، ولد في 1 مارس 2001 في ريو دي جانيرو في البرازيل.

## وصلات خارجية
- فينيسيوس بايفا على موقع الاتحاد الأوربي (الإنجليزية)
- فينيسيوس بايفا على موقع قاعدة بيانات كرة القدم.إي يو (الإنجليزية)
- فينيسيوس بايفا على موقع Soccerway.com (الإنجليزية)